# Del dicho al hecho
Del dicho al hecho va ser una sèrie de televisió, emesa per Televisió espanyola de 1971, amb guions de Jaime de Armiñán i protagonitzada per Fernando Fernán Gómez.

## Argument
La sèrie es componia d'històries independents per cadascun dels episodis emesos, sempre protagonitzats per Fernán Gómez, i amb l'única referència argumental entre ells que desenvolupar, en to de comèdia, un refrany popular espanyol.

## Llista d'episodis
- Madre pía, daño cría - 25 de febrer de 1971
  - Licia Calderón
  - Milagros Leal
- El huésped y la pesca, a los tres días apesta - 4 de març de 1971
  - Amparo Baró
  - Lola Gaos
  - Emilio Laguna
  - Valentín Tornos
- Amor loco, yo por vos y vos por otro - 11 de març de 1971
  - Charo López
  - Julia Trujillo
  - Mary González
  - Luis Barbero
- Genio y figura hasta la sepultura - 19 de març de 1971
  - Emilio Laguna
  - Joaquín Molina
  - Mónica Randall
  - Silvia Tortosa
  - Julia Trujillo
  - José Vivó
- No hay mayor dolor que ser pobre después de señor - 25 de març de 1971
  - Gloria Cámara
  - Juan Diego
  - María Elena Flores
- El último mono és el que se ahoga - 1 d'abril de 1971
  - Amparo Baró
- Tres españoles, cuatro opiniones - 21 d'abril de 1971 
  - Amparo Baró
  - Josefina Güell
  - Luisa Hernán
  - José Orjas
  - Valentín Tornos
- Muerto al burro, la cebada al rabo - 5 de maig de 1971 
  - Francisco Piquer
  - Josefina Güell
  - José Vivó
  - Magda Rotger
  - Helena Fernán-Gómez
- Del agua mansa me libre Dios - 12 de maig de 1971 
  - Irene Daina
  - Antonio Ferrandis
- El que a hierro mata, a hierro muere - 26 de maig de 1971
  - Lola Herrera
  - Teresa Rabal
  - Valentín Tornos
- En boca cerrada no entran moscas - 9 de juny de 1971
  - Avelino Cánovas
  - María Isbert
  - Tony Isbert
  - Silvia Tortosa
  - Julia Trujillo
- No hay cosa tan sabrosa como vivir de limosna - 16 de juny de 1971 
  - Amparo Baró
  - Emilio Mellado
  - María Luisa Ponte
  - Valentín Tornos
- Quien cosido a las faldas de su madre - 30 de juny de 1971
  - Licia Calderón
  - Mary Delgado
  - Alberto Fernández
  - Luisa Hernán